# Quincy (Washington)
Quincy je grad u američkoj saveznoj državi Washington. Prema popisu stanovništva iz 2010. u njemu je živjelo 6.750 stanovnika.